# براكاسام
براكاسام رمزها «PR» (بالإنجليزية: Prakasam)‏، هو تقسيم إداري لدولة الهند تتبع ولاية أندرا برديش (بالإنجليزية: Andhra  Pradesh)‏، مركزها هو مدينة اونجول (بالإنجليزية: Ongole)‏ عدد سكانها حسب تعداد سنة 2001 هو 3,054,941، مساحتها 17,626 كم² وكثافة السكان 173 لكل كم².

## أعلام
- جوني ليفر